# Тизон, Алекс
Алекс Тизон (англ. Alex Tizon, полное имя Томас Александер Асунсьон Тисон, исп. Tomas Alexander Asuncion Tizon; 30 октября 1959, Манила, Филиппины — 23 марта 2017, Юджин, Орегон, США) — американский журналист филиппинского происхождения. Лауреат Пулитцеровской премии в области расследовательской журналистики (1997).

## Биография
В 1964 г. вместе с семьёй переехал в США, где его отец работал на небольших должностях в филиппинских консульствах в Лос-Анджелесе и Сиэтле. В дальнейшем семья испытывала финансовые затруднения и часто переезжала, пока не обосновалась наконец в штате Орегон. Окончил Орегонский университет, затем продолжил образование в Стэнфордском университете.
Работая репортёром в The Seattle Times, вместе с соавторами Э. Налдером и Д. Нельсон выиграл Пулитцеровскую премию за серию статей о коррупции в федеральной программе по предоставлению жилья индейскому населению США. В 2001 г. получила резонанс его серия репортажей о реакции американских граждан в разных регионах на террористический акт 11 сентября 2001. В дальнейшем в 2003—2008 гг.
Тизон возглавлял бюро газеты Los Angeles Times в Сиэтле.
В 2011 г. опубликовал автобиографическую публицистическую книгу «Большой маленький человек: В поисках моего азиатского я» (англ. Big Little Man: In Search of My Asian Self), в которой проанализировал как свой путь к выявлению своей филиппинской идентичности, так и бытующие в американском обществе стереотипы по поводу филиппинцев. Последнее произведение Тизона, очерк «Рабыня моей семьи» (англ. My Family's Slave), также был написан на автобиографическом материале и посвящён дальней родственнице, более полувека проведшей у деда и матери Тизона в качестве бесправной служанки; очерк был опубликован в журнале The Atlantic как главный материал номера, вынесенный на обложку в июне 2017 года, уже после внезапной смерти автора, и вызвал широкую дискуссию.